# Gambassi Terme
Gambassi Terme es una localidad italiana de la ciudad metropolitana de Florencia, región de Toscana, con 4.890 habitantes.

Ubicación de la ciudad de Gambassi Terme dentro de la provincia de Florencia.

## Evolución demográfica
| Gráfica de evolución demográfica de Gambassi Terme entre 1861 y 2001 |
|                                                                      |
| Fuente ISTAT - Elaboración gráfica por parte de Wikipedia            |